# Franciscan Printing Press
Franciscan Printing Press — францисканское книжное издательство, находящееся в Старом городе Иерусалима, Израиль. Franciscan Printing Press располагается во францисканском монастыре святого Спасителя, который находится вблизи Новых ворот. Franciscan Printing Press принадлежит францисканской провинции «Кустодия Святой Земли».

## История
Издательство Franciscan Printing Press было основано Кустодией Святой Земли 28 января 1847 года. Первой книгой, которую выпустило издательство, стал катехизис на арабском языке. С самого своего существования издательство и типография находятся во францисканском монастыре Святейшего Спасителя в Иерусалиме.

## Деятельность
Издательство Franciscan Printing Press специализируется на выпуске книг, связанных с историей христианства на Ближнем Востоке, библейской археологии, древними языками, патрологии и католической литургии. Большинство изданий готовятся христианскими учёными, работающими в Иерусалиме во францисканском научно-исследовательском институте Studium Biblicum Franciscanum (Иерусалим) и во Францисканском центре по изучению христианского Востока (Каир, Египет).
Издательство выпускает популярную литературу по истории христианского Востока, предназначенную для паломников, прибывающих на Святую Землю, научный археологический ежегодник SBF Liber Annuus, а также научные труды различных христианских учёных, публикующихся в книжных сериях SBF Collectio Maior, SBF Collectio Minor, Analecta, Museum, Studia Orientalia Christiana. Collectanea и Studia Orientalia Christiana. Monographiæ.